# Mindre knutguldstekel
Mindre knutguldstekel (Hedychrum niemelai) är en art inom släktet knutguldsteklar (Hedychrum) och familjen guldsteklar. Arten beskrevs av Linsenmeier 1959 och är reproducerande i Sverige.

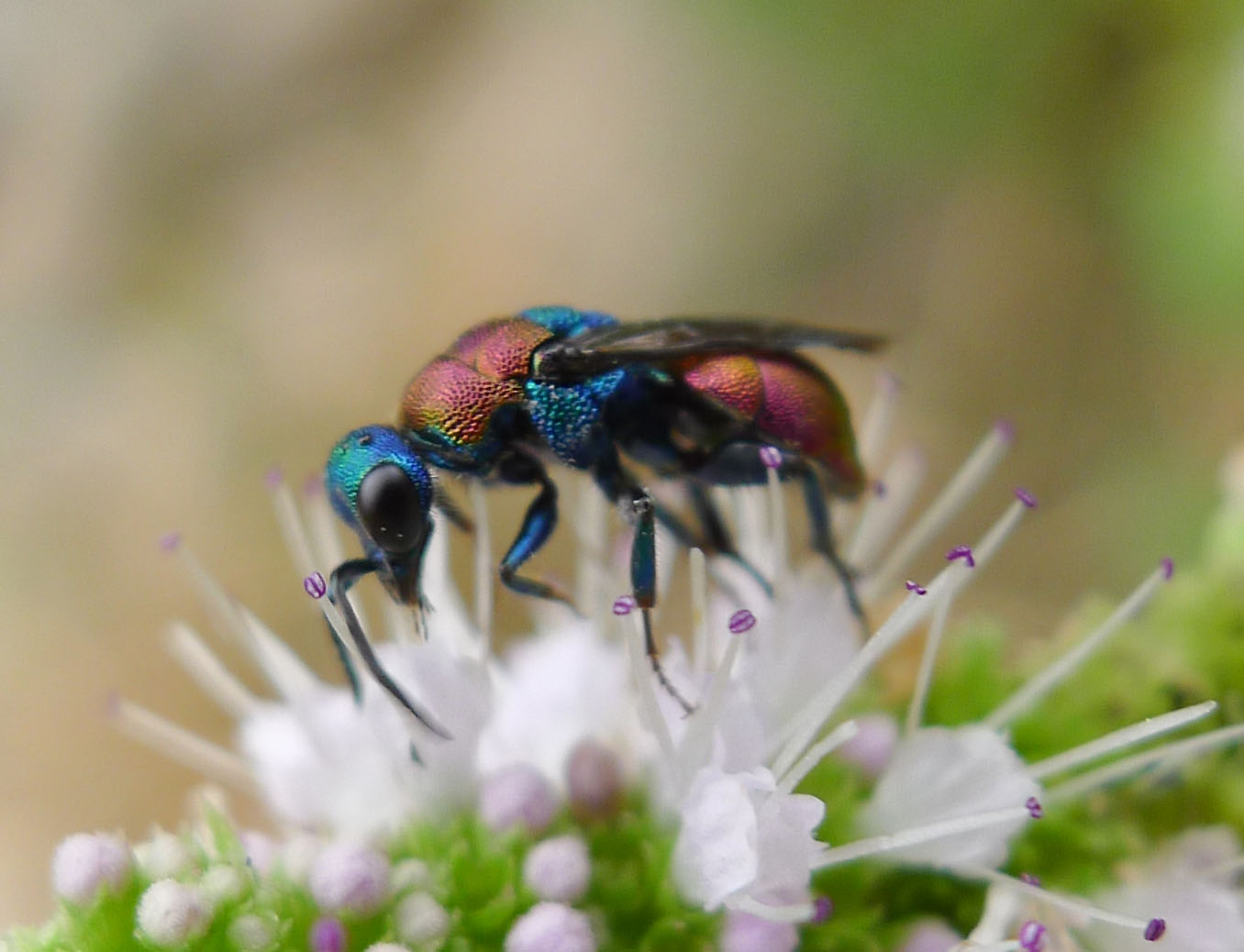
Foto på vad som troligen är mindre knutguldstekel (Hedychrum niemelai), fullständig artbestämning kan inte göras utan dissektion.